# Rue des Imbergères
La rue des Imbergères est une voie de Sceaux dans les Hauts-de-Seine.

## Origine du nom
Son nom proviendrait du latin imbricaria, qui signifie « en ordre superposé » ou bien « tuilerie », et pourrait être lié à la glaise extraite derrière la faïencerie.

## Historique
L'entrepreneur Pierre-François Palloy y possédait une maison qu'il fit construire en 1795 avec les pierres provenant de la destruction de la Bastille,.
Une partie de cette rue s'appelait rue de la Procession, car au XIXe siècle y passaient des processions religieuses se rendant de l'église Saint-Jean-Baptiste à la chapelle de la maison située à l'angle de l'avenue Cauchy et de la rue Émile-Morel, connue aujourd’hui sous le nom de Pavillon Cauchy. 
Sa partie ouest, appelée rue de la Lune, disparut dans des travaux menés au XXe siècle. Jean-Baptiste Bernadotte y vécut.

## Bâtiments remarquables et lieux de mémoire
- Au no 1, dernier bâtiment d'une fabrique de porcelaine où travailla notamment le céramiste Jacques Chapelle[6].
- Ancien château des Imbergères, détruit en 1939.
- Au no 20, ancienne institution Maintenon[7].
- Au no 21, une maison construite avant 1790, qui servit successivement d'institution de jeunes filles et de commissariat[8].
- Groupe scolaire Sainte-Jeanne-d'Arc.
- L'artiste-peintre Élisabeth Sonrel vécut au no 3[9].

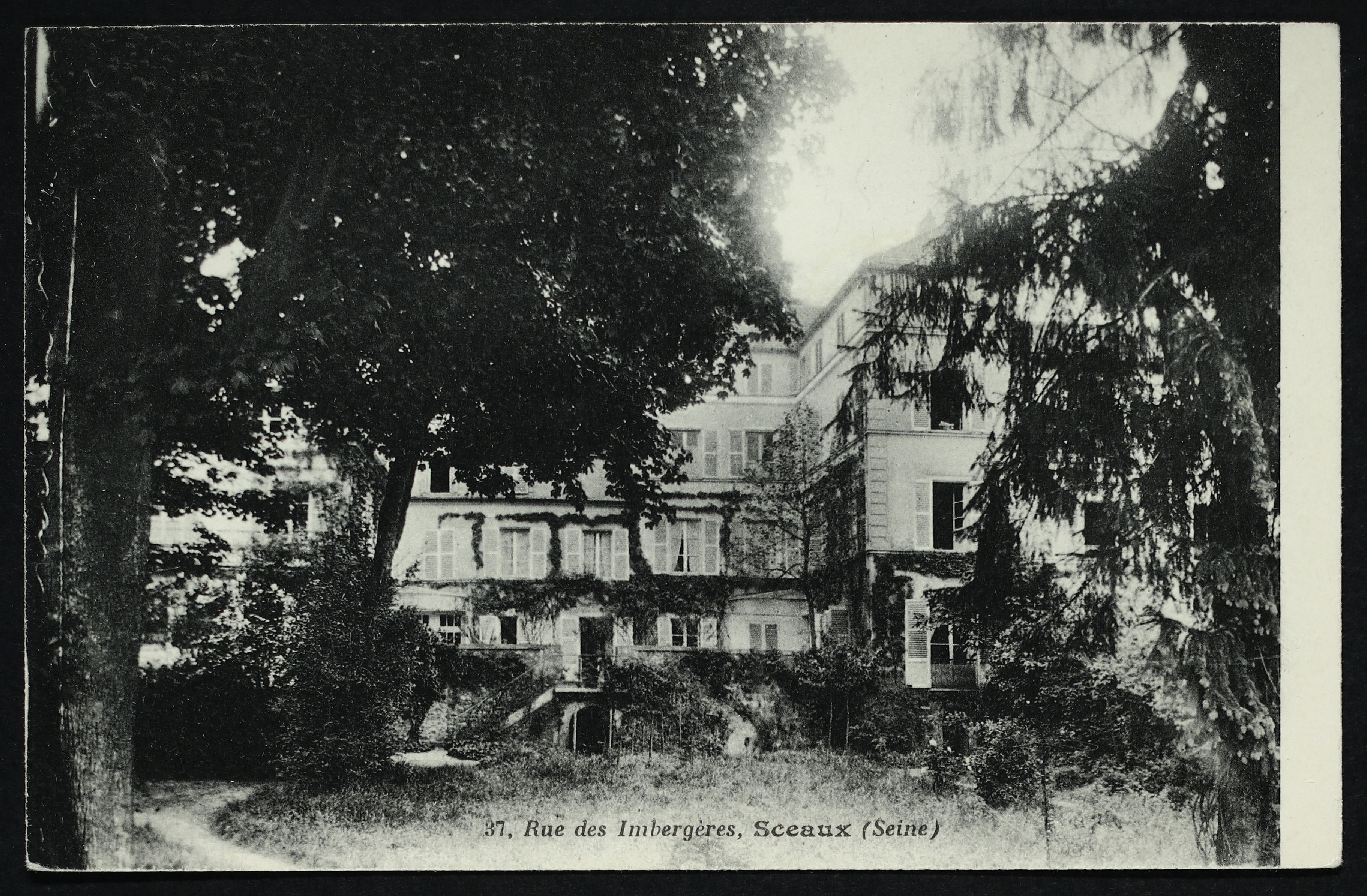
Sceaux - Rue des Imbergères.
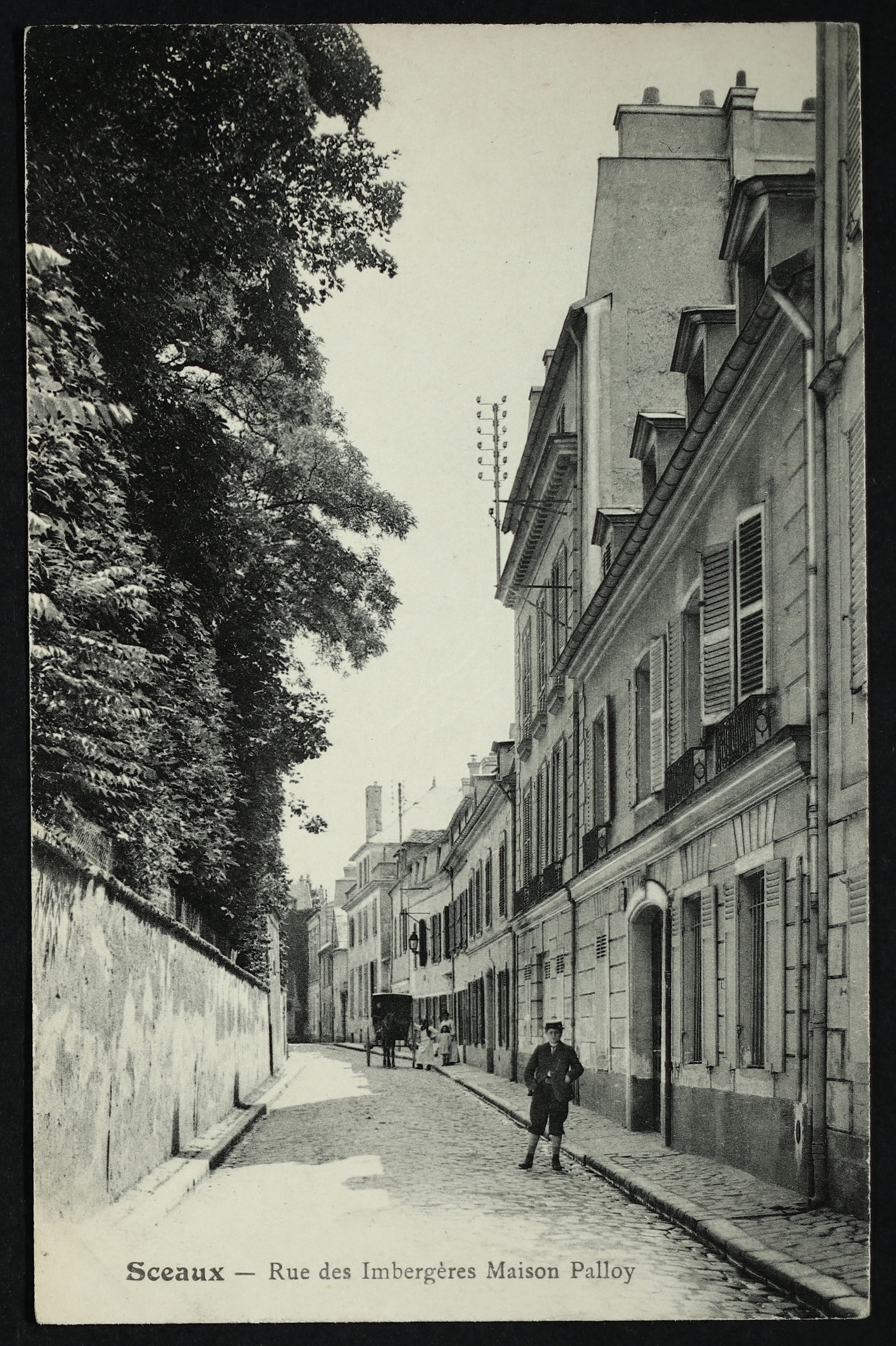
Sceaux - Rue des Imbergères et maison de Pierre-François Palloy.
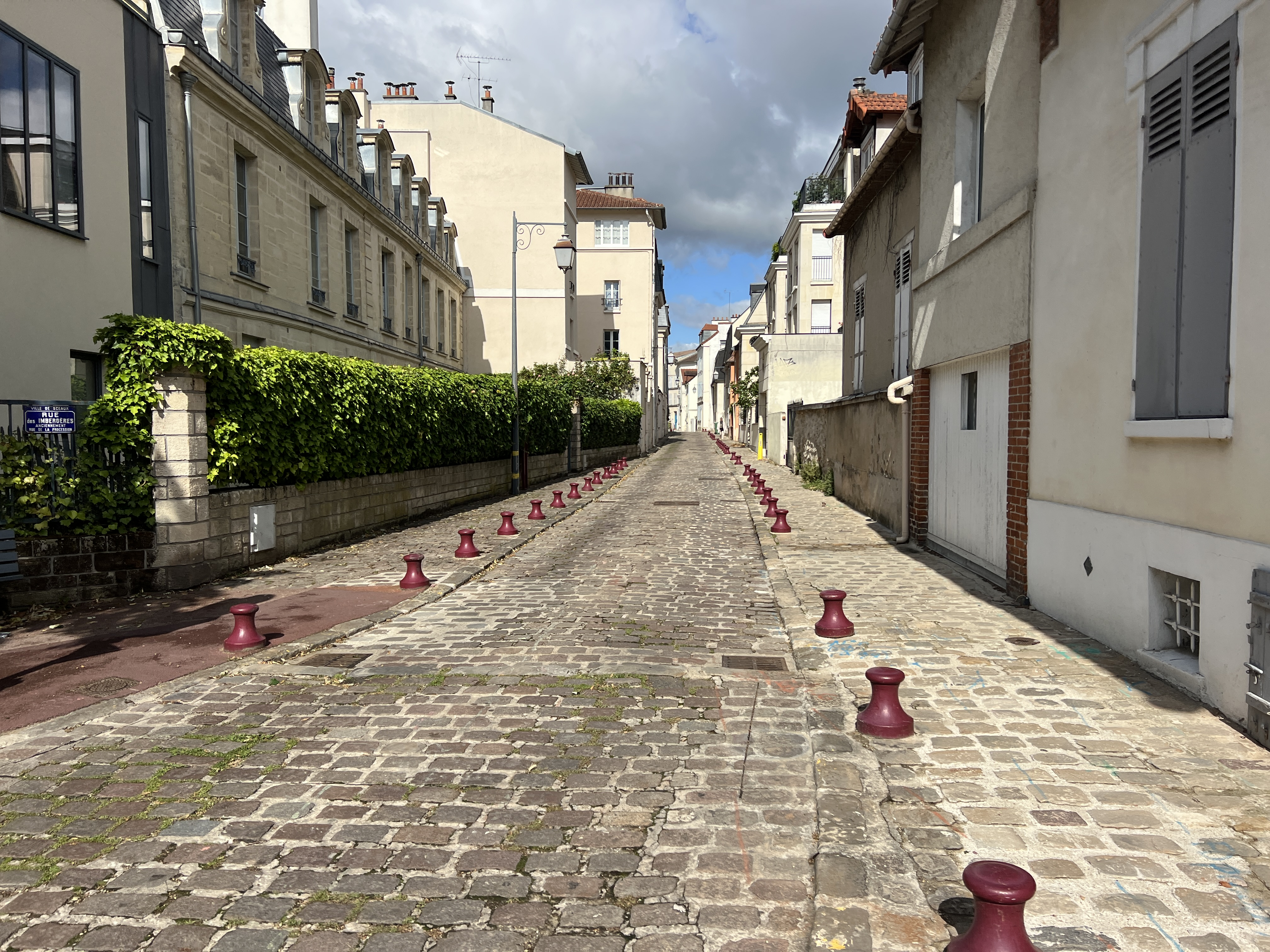
La rue en août 2023.